# Bieciuny (rejon oszmiański)
Bieciuny (biał. Бяцюны; ros. Бетюны) – dawny folwark. Tereny, na których był położony, leżą obecnie na Białorusi, w obwodzie grodzieńskim, w rejonie oszmiańskim, w sielsowiecie Krejwiańce.

## Historia
W czasach zaborów folwark w gminie Graużyszki, w powiecie oszmiańskim, w guberni wileńskiej Imperium Rosyjskiego.
W latach 1921–1945 folwark leżał w Polsce, w województwie wileńskim, w powiecie oszmiańskim, w gminie Graużyszki.
W 1931 w 5 domach zamieszkiwały 34 osoby.
Wierni należeli do parafii rzymskokatolickiej w Murowanej Oszmianie. Miejscowość podlegała pod Sąd Grodzki w Holszanach i Okręgowy w Wilnie; właściwy urząd pocztowy mieścił się w Graużyszkach.